# Borys Tarassiouk
Borys Tarassiouk (en ukrainien : Борис Іванович Тарасюк, né le 1er janvier 1949 à Dzerjinsk (en ukrainien : Дзержинськ) dans l'oblast de Jytomyr) est un homme politique ukrainien. Ministre des Affaires étrangères de l'Ukraine de 1998 à 2000, puis du 4 février 2005 au 30 janvier 2007.

## Biographie
Il a été le second ministre des Affaires étrangères d'Ukraine, d'avril 1998 à septembre 2000, en premier du gouvernement Poustovoïtenko puis avec comme Premier ministre Viktor Iouchtchenko et il est redevenu, le 4 février 2005, ministre des Affaires étrangères de Ioulia Tymochenko, après avoir rompu avec Leonid Koutchma et être devenu le conseiller diplomatique d'Iouchtchenko. Il est favorable à l'entrée de l'Ukraine dans l'Union européenne.
Il est diplômé de l'Université Tarass-Chevtchenko de Kiev, faculté des relations internationales et du droit international.
- de 1975 à 1981, attaché, 3e secrétaire, 2e secrétaire et 1er secrétaire du ministère des Affaires étrangères de l'URSS.
- de 1981 à 1986, 2e secrétaire, 1er secrétaire du bureau du représentant permanent de l'Ukraine aux Nations unies, à New York
- 1986 à 1987, 1er secrétaire du département des organisations internationales, Affaires étrangères, URSS
- 1987 à 1990, formateur du département des affaires étrangères du comité central du Parti communiste d'Ukraine (KPU).
- 1990 à 1991, assistant, adjoint au chef du département ukrainien du ministère des Affaires étrangères
- 1991 à 1992, chef du secrétariat du ministère des Affaires étrangères d'Ukraine – chef du département de l'Analyse politique et de la Coordination, MAF, Ukraine.
- à partir de mars 1992, ministre délégué adjoint aux Affaires étrangères d'Ukraine, chef du Comité national ukrainien sur le désarmement, chef de la commission interministérielle d'État sur l'entrée de l'Ukraine dans le Conseil de l'Europe (1993-1995).
- à partir de décembre 1994 à septembre 1995, ministre délégué des Affaires étrangères d'Ukraine.
- de septembre 1995 à avril 1998, ambassadeur extraordinaire et plénipotentiaire de l'Ukraine en Belgique, Pays-Bas et Luxembourg, chef de la mission de l'Ukraine auprès de l'OTAN (1997-1998).
- du 17 avril 1998 au 29 septembre 2000, ministre des Affaires étrangères.
- en mars 2003, élu chef du Narodny Rukh (mouvement populaire) d'Ukraine (NRU). Récompensé avec l'ordre du Mérite du IIIe degré (août 1996) et du IIe degré (janvier 1999).
- de février 2005 à janvier 2007, il retrouve son portefeuille de ministre des affaires étrangères.
- le 27 février 2014 il est proposé comme vice-premier ministre chargé de l'intégration européenne[1] mais finalement ce poste n'est pas retenu.